# Ole Paus (Reeder)

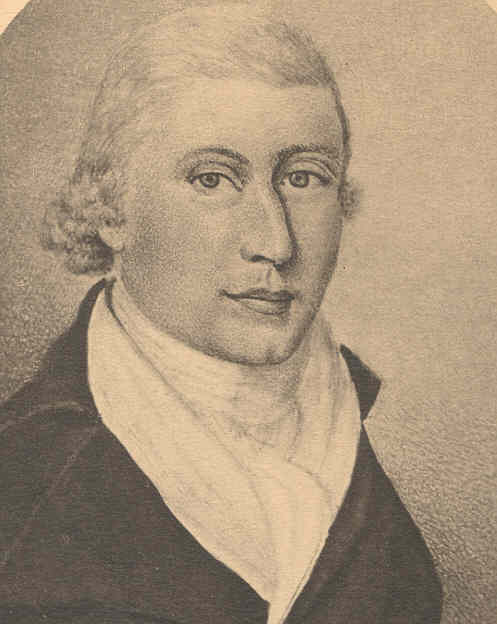
Ole Paus, ca. 1790er Jahre

Ole Paus (* 1766 auf Bjåland in Lårdal; † 26. Juli 1855 in Skien) war ein norwegischer Reeder und Kapitän aus Skien. Er war Stiefvater Knud Ibsens und gehörte zum engsten Familienkreis Henrik Ibsens.

## Leben

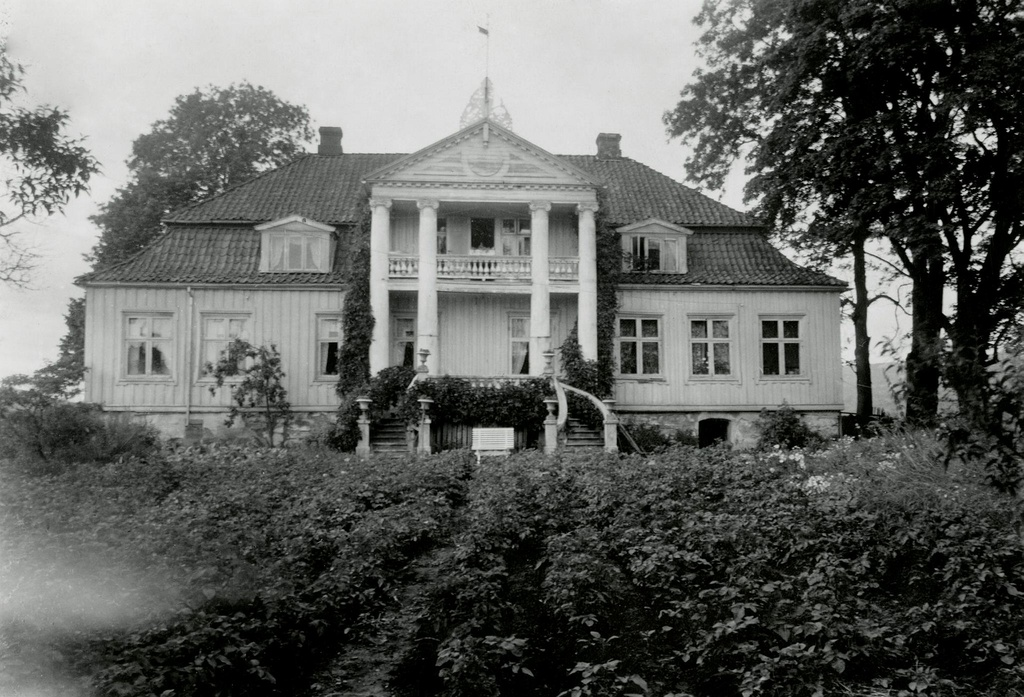
Gut Rising bei Skien

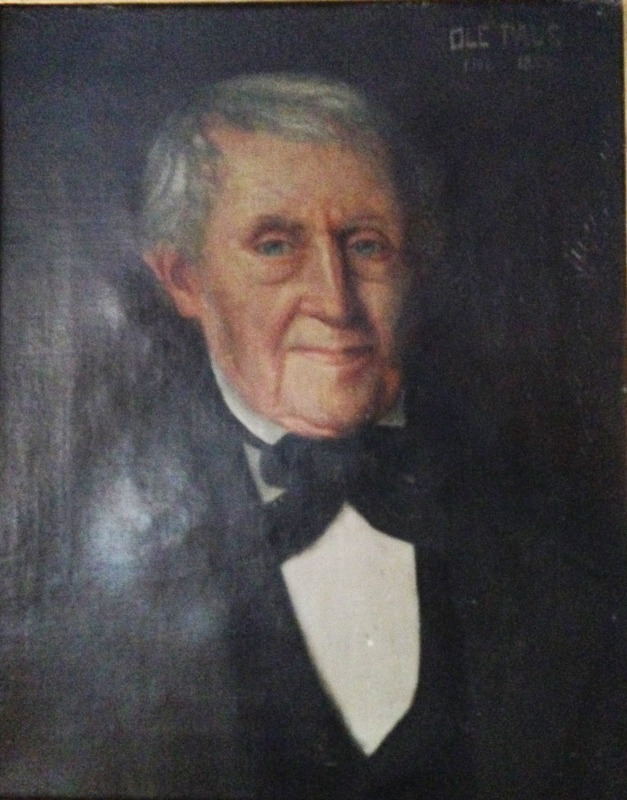
Ole Paus um 1842/43

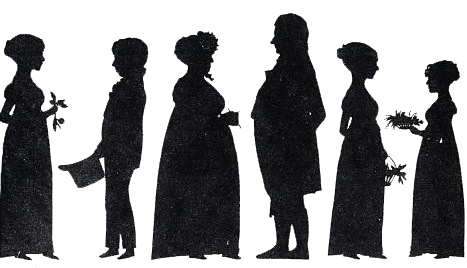
Eine Silhouette der Familie Altenburg/Paus um 1820; Paus’ Sohn Henrik Johan 2. von links; ganz rechts Henrik Ibsens Mutter Marichen

Als Mitglied der Familie Paus war er Nachkomme einer Reihe von Juristen und Geistlichen, der sogenannten „Beamtenaristokratie“, von Øvre Telemark, die väterlicherseits mit Peder Povelsson Paus begann. Er war in den 1770er Jahren als Kind von Lårdal in die Hafenstadt Skien gezogen und im Haus des Verwandten Christopher Blom aufgenommen worden, der ihn im Seefahrerberuf ausbildete. Ole Paus segelte als Kapitän auf mehreren Schiffen und erhielt 1788 das Bürgerrecht von Skien.
Am 27. November 1798 heiratete er die Witwe Johanne Ibsen (geb. Plesner), deren erster Ehemann Henrich Johan Ibsen 1797 bei einem Schiffsunglück nahe Grimstad ums Leben gekommen war. So wurde er Stiefvater Knud Ibsens und Schwager von Skiens reichstem Mann Didrich von Cappelen sowie des Reeders Nicolay Plesner. Er führte später in Zusammenarbeit mit seinem Schwager Plesner ein Schifffahrtsunternehmen. Im Jahr 1800 zogen Ole und Johanne Paus mit den Kindern aus dem Zentrum von Skien auf den stattlichen Bauernhof Rising in Gjerpen, etwas außerhalb von Skien, nachdem sie das Ibsenhaus in Løvestrædet verkauft hatten. Bei der Volkszählung von 1801 hatte die Familie Paus in Rising sieben Bedienstete.
Der Stiefsohn Knud Ibsen erhielt 1825 das Bürgerrecht von Skien und heiratete im selben Jahr die Nichte seines Stiefvaters, Marichen Cornelia Martine Altenburg. Sie war eine Tochter von Paus’ Schwester Hedevig Paus, und die beiden Familien von Rising und Altenburggården hatten eine sehr enge Beziehung. Ole Paus war Trauzeuge, und die Ehe wurde als „perfektes Familienarrangement“ bezeichnet. Knuds und Marichens Sohn Henrik Ibsen wurde 1828 geboren; sozial war Ole Paus der Großvater des Dichters (seine beiden leiblichen Großväter waren bereits tot).
Paus’ ältester leiblicher Sohn Henrik Johan Paus wurde Jurist. Er wurde nach dem ersten Ehemann seiner Frau, Henrich Johan Ibsen, benannt; er wuchs mit seiner Cousine Marichen in Altenburggården auf. Sein zweiter Sohn Christian Cornelius Paus wurde ebenfalls Jurist und war Richter, Magistrat, Stadtschreiber und Polizeipräsident in Skien von 1847 bis 1874, Mitglied des Storting und amtierte dreimal als Regierungspräsident von Bratsberg (Telemark). Sein jüngster überlebender Sohn Christopher Blom Paus folgte Knud Ibsen im Geschäftsleben und begann seine berufliche Laufbahn im Geschäft des Halbbruders, als dieser sich 1825 als Kaufmann in Skien niederließ.

## In Ibsens Dramen
Wie von Henrik Ibsen mehrmals bestätigt wurden mehrere Ereignisse und Figuren in seinen Dramen von Verwandten, Familientraditionen und Ereignissen in Rising und Altenburggården im frühen 19. Jahrhundert inspiriert.